# 右薙光介
右薙 光介（うなぎ こうすけ、1980年6月26日 - ）は、日本のライトノベル作家。

## 経歴・人物
大阪府出身。猫とTRPGを愛する生粋のインドア派。
2017年よりアルファポリスにて『落ちこぼれ☆1魔法使いは、今日も無意識にチートを使う』の連載を開始し、2018年同社からデビュー。
2019年10月には小説家になろうにて連載していた『レムシータ・ブレイブス・オンライン』がTOブックスより出版され、同時にコミカライズ版が開始された。
2020年8月22日には後述の代表作にある「追放戦士のバール無双」がHJノベルスより出版された。
レムシータ・アライアンスという独自のルールブックを作成しており、そのルールに基づき作品を書いているため作品の設定には共通点や登場人物・地名が似通っているのが特徴。
ファンタジー系中心の作品が多いが恋愛物や聖女物といった様々なジャンルにも挑戦している。
なお、作品一覧にある『落ちこぼれ☆1魔法使いは、今日も無意識にチートを使う』のコミカライズがとある事情によりリブート。2021年1月27日から掲載開始。
2022年3月12日にスタートした『目覚めたら五百年後だったんだけど、錬金術が廃れてました。再興目指して古巣でお仕事はじめます〜 ヴァイケン・オルドの錬金研究室〜 』は17日という短い期間で41話、約10万文字を少し超え書籍化が決定した。
2022年の第3回集英社WEB小説大賞において、『現代転生した元魔王は穏やかな陰キャライフを送りたい!〜隣のクラスの美少女は俺を討伐した元勇者〜』により奨励賞を受賞、2023年7月25日にダッシュエックス文庫より刊行された。
2023年の第9回カクヨムWeb小説コンテストにおいて、『親友が国選パーティから追放されたので、ついでに俺も抜けることにした。』により異世界ファンタジー部門大賞とComicWalker漫画賞を受賞、2025年1月10日に『国選パーティを抜けた俺は、やがて辺境で勇者となる 〜“悪たれ”やり直し英雄譚〜』と改題されカドカワBOOKSより刊行された。

## 作品リスト

### 書籍化作品
- 『落ちこぼれ☆1魔法使いは、今日も無意識にチートを使う』（アルファポリス（単行本）、イラスト：M.B、既刊11巻：2018年5月 - ）
  - 『落ちこぼれ☆1魔法使いは、今日も無意識にチートを使う』（アルファポリスCOMICS、漫画：ももしか藤子、連載開始：2021年1月27日 - 、既刊3巻）
- 『レムシータ・ブレイブス・オンライン』（TOブックス（単行本）、イラスト：湯気、全2巻：2019年10月 - 2020年2月）
  - 『レムシータ・ブレイブス・オンライン』（コロナ・コミックス、漫画：森名尚、構成：そよき、連載開始：2019年10月10日 - 2021年2月25日、全3巻）
- 『追放戦士のバール無双 〝SIMPLE殴打2000〟〜狂化スキルで成り上がるバールのバールによるバールのための英雄譚〜』（HJノベルス、イラスト：伊藤宗一、既刊2巻：2020年8月 - ）
  - 『追放戦士のバール無双〝SIMPLE殴打2000〟〜狂化スキルで成り上がるバールのバールによるバールのための英雄譚〜』（モバMAN DIGITAL COMICS（現・デジコレGENERAL）、漫画：松浦聡彦、連載開始：2021年5月19日 - 、既刊5巻（電子書籍のみ））
- 『Aランクパーティを離脱した俺は、元教え子たちと迷宮深部を目指す。』（Kラノベブックス、イラスト：すーぱーぞんび、既刊4巻：2021年6月 - ）
  - 『Aランクパーティを離脱した俺は、元教え子たちと迷宮深部を目指す。』（KCデラックス、漫画：ユーリ、連載開始：2021年6月25日 - 、既刊8巻）
- 『ヴァイケン・オルドの錬金研究室 〜目覚めたら五百年後だったんだけど、錬金術が廃れてました。再興目指して古巣でお仕事はじめます〜』（Kラノベブックス、イラスト：tanu、全1巻：2022年12月）
  - 『ヴァイケン・オルドの錬金研究室 〜目覚めたら五百年後だったんだけど、錬金術が廃れてました。再興目指して古巣でお仕事はじめます〜』（ヤンマガKCスペシャル、漫画：ミクニシン、連載開始：2022年12月3日 - 2023年8月5日、全3巻）
- 『現代転生した元魔王は穏やかな陰キャライフを送りたい!〜隣のクラスの美少女は俺を討伐した元勇者〜』（ダッシュエックス文庫、イラスト：mmu、既刊1巻：2023年7月 - ）
- 『国選パーティを抜けた俺は、やがて辺境で勇者となる 〜“悪たれ”やり直し英雄譚〜』（カドカワBOOKS、イラスト：輝竜司、既刊1巻：2025年1月 - ）

### その他代表作品
- 『スーサイドブラッドの伝説』（小説家になろう・ノベルアップ+にて連載中）